# Lucas Carstensen
Lucas Carstensen, nascido a 16 de junho de 1994 em Hamburgo, é um ciclista profissional alemão que milita nas fileiras do conjunto Bike Aid.

## Palmarés
2017
- 3 etapas do Volta do Senegal
- 1 etapa do Tour de Xingtái
- GP Buchholz
- 1 etapa da Volta à Tunísia

2018
- 1 etapa da Tropicale Amissa Bongo
- 1 etapa do Rás Tailteann
- 1 etapa do Tour de Hainan[1]

2019
- Grande Prêmio de Alanya